# Essentiële trombocytemie
Essentiële trombocytemie is een zeldzame chronische myeloproliferatieve Neoplasma (kanker) waarbij er te veel trombocyten (bloedplaatjes) worden gevormd. In het beenmerg vindt er een ophoping plaats van megakaryocyten, de cellen waaruit trombocyten gevormd worden. Ongeveer de helft van de patiënten met deze myeloproliferatieve aandoening hebben een vergrote milt. Ongeveer 250 – 400 mensen in Nederland lijden aan deze ziekte.

## Klinische klachten
Ongeveer 50% van de patiënten hebben, behoudens dat ze soms erg moe kunnen zijn, geen klachten. Als er klachten zijn, worden deze veroorzaakt door het toegenomen aantal trombocyten (meer dan 600 miljard per liter (normaal 150-400 miljard per liter)). Deze trombocyten functioneren niet normaal en kunnen trombose (tot 1500 miljard per liter) of bloedingen (meer dan 1500 miljard per liter) veroorzaken. Een bijzondere vorm van arteriële afsluiting is erytromelalgie, die gekenmerkt wordt door pijnlijke handpalmen en voetzolen als gevolg van trombi in de haarvaten, wat voornamelijk optreedt in warme gebieden. Bloedingen treden op omdat de vonwillebrandfactor-multimeren in onvoldoende mate aanwezig zijn, die er mede voor moeten zorgen dat er geen spontane bloedingen ontstaan. Dit wordt ook wel de verworven ziekte van von Willebrand genoemd.

## Diagnose
Er moet nauwkeurig onderzocht worden of de toename van trombocyten daadwerkelijk verzoorzaakt wordt door een defect in de stamcellen van het beenmerg. Er bestaan namelijk meerdere oorzaken waardoor het trombocytengetal verhoogd kan zijn, zoals stress, ontstekingen en infecties, vergrote milt, ijzergebrek enzovoort. In tegenstelling tot essentiële trombocytemie is bij deze zogenoemde “reactieve trombocytose” de functie van de trombocyten volledig normaal.
De diagnose moet gesteld worden door het uitvragen van klinische klachten en het verrichten van laboratoriumonderzoek (hemoglobinegehalte, hematocriet, MCV, ijzergebrek, leukocyten, trombocyten).
De diagnose kan pas worden gesteld als aan de volgende criteria wordt voldaan:
- Gedurende 6 maanden meer dan 600 miljard trombocyten per liter bloed
- Onderzoek in beenmerg moet uitwijzen dat er een toegenomen aantal vergrote en rijpe megakaryocyten zichtbaar is.
- Geen aanwijzingen voor polycythaemia vera.
- Geen aanwijzingen voor chronisch myeloïde leukemie.
- Geen aanwijzingen voor myelofibrose.
- Geen aanwijzingen voor myelodysplasie.
- Jak-2 mutatie of het ontbreken van reactieve trombocytose.

## Therapie
In principe wordt behandeld met een trombocytenfunctie-remmer (aspirine, acetylsalicylzuur), maar patiënten met een hoog risico worden behandeld met cytostatica (hydroxyureum, Interferon-alpha, anagrelide, radioactief fosfor). Patiënten vallen in de hoog-risico groep als ze ouder zijn dan 65 jaar, voorgeschiedenis van arteriële en/of veneuze trombose hebben, aantal trombocyten boven de 1500 miljard per liter bloed of een bloedingsneiging hebben door gestoorde trombocytenfunctie. Vasculaire risicofactoren zoals hoge bloeddruk, roken, diabetes mellitus, hypercholesterolemie moeten effectief bestreden worden.

## Beloop
De prognose wordt bepaald door het optreden van bloedingen en/of trombose. De ziekte kan overgaan in polycythaemia vera (2,7%), myelofibrose (4%) of acute myeloïde leukemie (1,4%). Gemiddeld gesproken is de 15-jaars overleving 60%, maar als de ziekte goed onder controle is wordt de normale levensverwachting benaderd.